# Syzeuxis
Syzeuxis is een geslacht van vlinders van de familie spanners (Geometridae), uit de onderfamilie Larentiinae.

## Soorten
- S. heteromeces Prout, 1926
- S. magnidica Prout, 1926
- S. nigrinotata Warren, 1896
- S. seminanis Prout, 1926
- S. subfasciaria Wehrli, 1924
- S. tessellifimbria Prout, 1926
- S. trinotaria Moore, 1867